# Халхингол
Халхингол (Халхин Гол) (на монголски: Халхын Гол; на китайски: 哈拉哈河) е река в Северен Китай, автономен регион Вътрешна Монголия и Монголия (в отделни участъци е гранична река между двете страни). С дължина 233 km и площ на водосборния басейн 17 000 km² река Халхингол води началото си на 1561 m н.в. от западния склон на планината Голям Хинган в автономния регион Вътрешна Монголия на Китай. В горното си течение тече в тясна и дълбока планинска долина, а след навлизането си на монголска територия излиза от планините и до устието си тече на северозапад през равнинни райони. В долното си течение отново служи за граница между Монголия и Китай и там се разделя на два ръкава: левият тече на монголска територия и се влива от североизток в езерото Буирнур на 583 m н.в., а десният – на китайска територия, като се влива отдясно в река Орчунгол, изтичаща от езерото Буирнур и вливаща се в езерото Далайнор. Основни притоци: леви – Бурхангол, Нумургингол, Делгергол; десни – Таръръхъ, Хандагайгол. Подхранването ѝ е предимно дъждовно, с ясно изразено лятно пълноводие. Средният годишен отток в долното течение е около 25 m³/s.
Река Халхингол е по-известна с ожесточените сражения, водили се от 11 май до 16 септември 1939 г. между нахлулите на монголска територия японски войски и обединените съветско-монголски войски, в които японските окупатори са отблъснати и е възстановена държавната граница между Монголия и Китай.